# Devin Kelley
Devin Marie Kelley (Saint Paul, Minnesota; 18 de enero de 1986) es una actriz estadounidense conocida por sus papeles como la Dra. Maggie Langston en la serie de televisión Resurrection y como Amanda en la película Chernobyl Diaries. Además coprotagonizó la serie The Chicago Code.

## Primeros años
Kelley nació y creció en Saint Paul, Minnesota, sin incluir los cuatro años que pasó con su familia en la Región de Bruselas, Bélgica. Tiene un hermano llamado Ryan y una hermana llamada Lauren. Comenzando en el octavo grado, tomó lecciones de canto y actuación de su instructor, John Lynn. Después de graduarse en la Eastview High School en Apple Valley durante 2004, Kelley se mudó a Los Ángeles para asistir al programa de actuación BFA de la Escuela de teatro en la Universidad del Sur de California. Kelley también pasó un semestre en la British American Drama Academy en Londres.

## Carrera
Al graduarse, Kelley fue aceptada en el Festival de Teatro de Williamstown. Su primer papel destacado fue en la serie The Chicago Code, para el que se preparó hablando con mujeres policías, dando un paseo junto con agentes de policía de Chicago y visitando un campo de tiro y la morgue del condado de Cook. En 2012, integró el elenco principal de la película de terror Chernobyl Diaries y luego tuvo un papel recurrente en la serie Covert Affairs. En 2013, Kelley interpretó durante dos temporadas a la Dra. Maggie Langston en la serie dramática de la cadena ABC, Resurrection.
Desde 2018, Kelley tiene un papel recurrente como Shannon Diaz en la serie 9-1-1.

## Filmografía
| Cine | Cine              | Cine          | Cine                         |
| Año  | Título            | Rol           | Notas                        |
| ---- | ----------------- | ------------- | ---------------------------- |
| 2005 | Les Ours          | Chrysanthemum | Cortometraje                 |
| 2008 | The Roommate      | Susan         | Cortometraje                 |
| 2009 | Refrigerator      | Marion        | Cortometraje                 |
| 2012 | Chernobyl Diaries | Amanda        |                              |
| 2014 | Turtle Island     | Daisy         |                              |
| 2014 | Anchors           | Julia         |                              |
| 2015 | Swept under       | Morgan Sher   |                              |
| 2017 | Reception         | Jessie/Jess   | Cortometraje (21:34 minutos) |

| Televisión    | Televisión       | Televisión           | Televisión                      |
| Año           | Título           | Rol                  | Notas                           |
| ------------- | ---------------- | -------------------- | ------------------------------- |
| 2009          | Tease            | Kat                  | Elenco recurrente (3 episodios) |
| 2011          | The Chicago Code | Vonda Wysocki        | Elenco principal (13 episodios) |
| 2011–2012     | Covert Affairs   | Parker Rowland       | Elenco recurrente (6 episodios) |
| 2014–2015     | Resurrection     | Dra. Maggie Langston | Elenco principal (21 episodios) |
| 2015          | Swept Under      | Morgan Sher          | Película para televisión        |
| 2016–2017     | Frequency        | Julie Sullivan       | Elenco principal                |
| 2018–presente | 9-1-1            | Shannon Diaz         | Elenco recurrente (6 episodios) |